# جيسلون مارتينز
جيسلون مارتينز (Gelson Dany Batalha Martins) (11 مايو 1995 في برايا في الرأس الأخضر – ) هو لاعب كرة قدم كان يلعب كمهاجم. يلعب مع منتخب البرتغال لكرة القدم منذ عام 2016.

## مسيرته الكروية
لعب جيسلون مارتينز خلال مسيرته الاحترافية مع 4 أندية في سبعة مواسم وسجل خلالها 32 هدفًا ضمن 177 مباراة. ولم يفز بأي موسم بالكأس أو بالدوري.
خاض جيسلون مارتينز مسيرته مع نادي سبورتينغ لشبونة ب في موسم 2014–15 لمدة موسم واحد، مشاركًا في 40 مباراة سجل خلالها 6 أهداف. ثم انتقل إلى نادي سبورتينغ لشبونة في موسم 2015–16 واستمر معه طيلة ثلاثة مواسم، حيث شارك في 92 مباراة سجل خلالها 18 هدفًا. لينتقل بعدها إلى نادي موناكو في موسم 2018–19 ولمدة موسمين، مشاركًا في 37 مباراة سجل خلالها 8 أهداف.

## وصلات خارجية
- جيسلون مارتينز على موقع الاتحاد الدولي (مؤرشف)  (الإنجليزية)
- جيسلون مارتينز على موقع الاتحاد الأوربي (الإنجليزية)
- جيسلون مارتينز على موقع قاعدة بيانات كرة القدم.إي يو (الإنجليزية)
- جيسلون مارتينز على موقع ليكيب (الفرنسية)
- جيسلون مارتينز على موقع ناشيونال فوتبول تيمز (الإنجليزية)
- جيسلون مارتينز على موقع Soccerbase.com (لاعب) (الإنجليزية)
- جيسلون مارتينز على موقع Soccerway.com (الإنجليزية)
- جيسلون مارتينز على موقع عالم كرة القدم.نت (الإنجليزية)
- جيسلون مارتينز على موقع 365scores (الإنجليزية)
- جيسلون مارتينز على موقع AS.com (الإسبانية)